# Antonio Molino Rojo
Antonio Molino Rojo (Venta de Baños, 14 settembre 1926 – Barcellona, 2 novembre 2011) è stato un attore spagnolo, comparso soprattutto in numerosi spaghetti-western negli anni sessanta e settanta.

## Biografia
Ha fatto quasi novanta apparizioni in film fra il 1955 e il 1988, ma è soprattutto famoso per i suoi ruoli nella trilogia del dollaro di Sergio Leone, cioè Per un pugno di dollari (1964), Per qualche dollaro in più (1965) e Il buono, il brutto, il cattivo (1966). Ha anche recitato in C'era una volta il West (1968). Rojo non ha sempre interpretato membri di gang criminali nei western, in Il buono, il brutto, il cattivo, per esempio, è il buon capitano del campo di concentramento nordista la cui gamba era entrata in gangrena, il quale ammonisce il personaggio di Sentenza per la sua disonestà.

## Filmografia parziale

### Cinema
- La trinca del aire, regia di Ramón Torrado (1951)
- Rapporto confidenziale (Mr. Arkadin), regia di Orson Welles (1955)
- Berlino l'inferno dei vivi (...Y eligió el infierno), regia di César Ardavin (1957)
- Gli zitelloni, regia di Giorgio Bianchi (1958)
- Il gladiatore invincibile, regia di Alberto De Martino (1961)
- I sette gladiatori, regia di Pedro Lazaga (1962)
- Due contro tutti, regia di Alberto De Martino e Antonio Momplet (1962)
- Sandokan, la tigre di Mompracem, regia di Umberto Lenzi (1963)
- Per un pugno di dollari, regia di Sergio Leone (1964)
- 5.000 dollari sull'asso (Los pistoleros de Arizona), regia di Alfonso Balcázar (1965)
- L'uomo che viene da Canyon City, regia di Alfonso Balcázar (1965)
- Per qualche dollaro in più, regia di Sergio Leone (1965)
- Sette ore di fuoco (Aventuras del Oeste), regia di Joaquín Luis Romero Marchent (1965)
- 7 pistole per i MacGregor, regia di Franco Giraldi (1966)
- La resa dei conti, regia di Sergio Sollima (1966)
- Ringo il texano (The Texican), regia di Lesley Selander (1966)
- Surcouf, l'eroe dei sette mari, regia di Sergio Bergonzelli e Roy Rowland (1966)
- Il buono, il brutto, il cattivo, regia di Sergio Leone (1966)
- Per pochi dollari ancora, regia di Giorgio Ferroni (1966)
- 15 forche per un assassino, regia di Nunzio Malasomma (1967)
- Ammazzali tutti e torna solo, regia di Enzo G. Castellari (1968)
- C'era una volta il West, regia di Sergio Leone (1968)
- Un minuto per pregare, un istante per morire, regia di Franco Giraldi (1968) - non accreditato
- Garringo, regia di Rafael Romero Marchent (1969)
- La legione dei dannati, regia di Umberto Lenzi (1969)
- Quando Satana impugnò la Colt (Manos torpes), regia di Rafael Romero Marchent (1970)
- Il mio nome è Nessuno, regia di Tonino Valerii (1973)
- Sei una carogna... e t'ammazzo!, regia di Manuel Esteba (1974)
- La notte rossa del falco, regia di Juan Bosch (1978)
- I peccati di una monaca, regia di Jaime Jesus Balcazar (1979)
- Patrizia, regia di Hubert Frank (1981)

## Doppiatori italiani
- Glauco Onorato in Sandokan, la tigre di Mompracem, Per un pugno di dollari
- Renato Turi in Sette ore di fuoco
- Arturo Dominici in Per pochi dollari ancora
- Giuseppe Rinaldi in Il buono, il brutto, il cattivo
- Giancarlo Maestri in 15 forche per un assassino